# 조반니 살다리니
조반니 살다리니(이탈리아어: Giovanni Saldarini, 1924년 12월 11일 - 2011년 4월 18일)는 이탈리아의 추기경이자 로마 가톨릭교회의 토리노 대교구장(1989-1999)이다.

## 젊은 시절
조반니 살다리니는 이탈리아 롬바르디아의 칸투에서 태어났다. 그는 베네고노의 성 베드로 순교자 신학교와 밀라노 신학협회에서 공부하였다. 그는 1947년 5월 31일 밀라노에서 사제 서품을 받았다. 조반니 살다리니는 1947년부터 1949년까지 데시오에 있는 밀라노 대교구 소속 학교에서 학생들을 가르쳤다. 로마에서 유학 후, 그는 1952년부터 1967년까지 베네고노 신학교에 근무하였다. 그 후 1982년까지 밀라노 대성당의 주임사제로 사목하였다.

## 주교
교황 요한 바오로 2세는 1984년 11월 10일 조반니 살다리니를 밀라노 대교구의 보좌주교 및 가우디아바의 명의주교로 임명하였다. 조반니 살다리니의 주교 서품식은 그해 12월 카를로 마리아 마르티니 추기경 주례로 거행되었다. 그리하여 조반니 살다리니는 당시 밀라노 대교구장이었던 조반니 콜롬보 추기경을 곁에서 보조하였다. 1989년 1월 31일 조반니 살다리니는 토리노 대교구장에 임명되었다.

## 추기경
조반니 살다리니는 1991년 6월 28일 사크로 쿠오레 디 제수 아 카스트로 프레토리오 성당의 사제급 추기경에 임명되었다. 조반니 살다리니 추기경은 토리노의 수의를 관리하는 한편 이탈리아 사회에서의 사회 정의와 인종 차별에 대한 발언으로 언론의 관심을 받았으며, 특히 토리노에 본부를 두고 있는 자동차 회사 피앗(Fiat)의 조립 공정 노동자들의 권익을 대변함으로써 화제의 초점이 됐었다.
조반니 살다리니는 건강이 악화되면서 더 이상 대교구를 이끌 수 없게 되자 1999년 6월 19일 그는 은퇴하였다. 당시 그의 76세였다. 은퇴 후 그는 산 프란체스코 디 파올라 본당에 거주하였다.
조반니 살다리니 추기경은 2011년 4월 18일 88세를 일기로 선종했다.
교황 베네딕토 16세는 다음날인 19일 추모 전문을 보내 “살다리니 추기경은 열정적인 사제이며 주님께 대한 믿음으로 오랜 투병 생활을 견디어낸 사려깊고 사랑이 가득 찬 대주교였다.”라고 전했다.